# 全俄罗斯合作社
全俄罗斯合作社或全俄合作协会 （英語： All-Russian Co-operative Society (ARCOS)）是苏联早期设立负责英国和苏联贸易的公司，是列宁的新经济政策的延续。该公司是契卡国外处设立的一个贸易掩护组织，在与英国关系正常化之前，契卡国外处主要在公司的掩护下进行在英国的谍报活动，公司总部位于英国伦敦汉普斯特德。英国政府后来指责该公司参与了颠覆活动，并于1927年5月12日，对该公司在伦敦的大厦进行了突击检查，一个月后英国与苏联断交。

## 历史
全俄罗斯合作社有限公司于1920年10月在英国伦敦开始营业。
全俄罗斯合作社是苏联政府在英国进行买卖活动的官方机构，成立时是一家英国公司，受英国法律管辖，不过该公司的所有持股人都为苏联公民。